# Medicon Valley Alliance
Medicon Valley Alliance (MVA) er en dansk-svensk life science klyngeorganisation etableret i 1997 af Københavns Universitet og Lunds Universitet under navnet Medicon Valley Academy. Navnet Medicon Valley, der er inspireret af Silicon Valley, dækker geografisk det østlige Danmark (Sjælland og øerne) og det sydlige Sverige (Region Skåne). Organisationen Medicon Valley Alliance er en non-profit virksomhed registreret i Danmark og med kontor i Ørestad, og har mere end 300 medlemmer fra, hvoraf langt størstedelen er private danske, svenske, nordiske og europæiske life science relaterede virksomheder med interesse for forskning, udvikling, salg og service målrettet regionens life science øko-system. Derudover favner organisationen en række yderligere universiteter, herunder Malmø Universitet, samt Region Skåne og Region Hovedstaden.
MVA arrangerer minikonferencer, netværksmøder, godmorgen-møder m.v. og søger at skabe mødes- og markedspladser for life science stakeholders i regionen, ligesom MVA driver netværk inden for områderne onkologi, R&D, Medtech, kvinders sundhed og microbiome. MVA fungerer derudover som projekthus for life science relaterede forsknings- og udviklingsprojekter og projektansøgninger med deltagelse af partnere i  Øresundsregionen.
Bestyrelsesformand siden 2023 er Niels Abel Bonde, VP HCP Marketing Obesity, Novo Nordisk. Næstformand er Ulf G. Andersson, CEO Medeon Science Park.  CEO siden 2021 er Anette Stenberg.